# ابن الحاج الغرناطي
أبو عبد لله محمد بن علي بن محمد بن الغرناطي، المعروف بابن الحاج. كان جده من إشبيلية، وانتقل هو إلى مدينة فاس، واتصل بسلطانها، واتخذ له الدولاب المنفسح القطر البعيد المدى والمحيط المتعدّد الأكواب الخفي الحركة. وكان من المهندسين البارعين في علم الحيل الهندسية (الميكانيكا) بصيرًا باتخاذ الآلة الحربية الجافية، على ما ذكره لسان الدين في ترجمته من الإحاطة. ثم انتهى أمره بأن تولى الوزارة لأمير المسلمين أبي الجيوش نصر سلطان الأندلس، ثم انتقل إلى فاس بعدما خلع سلطانه، وتوفي بها في شعبان سنة 714 هـ. وقد ذكره ابن حجر العسقلاني أيضًا في الدرر الكامنة، إلا أنه قال في نسبه محمد بن عبد الله بن محمد بن عبد الله بن الحاج الغرناطي، وذكر أنه كان عارفًا بالهندسة وجر الأثقال، بصيرًا باتخاذ الآلات الحربية والعمل بها عارفًا بلسان الروم[ ؟ ]، بعيد الغور عميق الفكر، ثم ذكر اتصاله بسلطان الأندلس، وانتقاله بعد ذلك عنها، واتصاله بعمر بن أبي سعيد قال: فلما ثار على أبيه، قدرت وفاة ابن الحاج هذا في تلك الوقائع في شوال سنة 714 هـ.